# Полабье

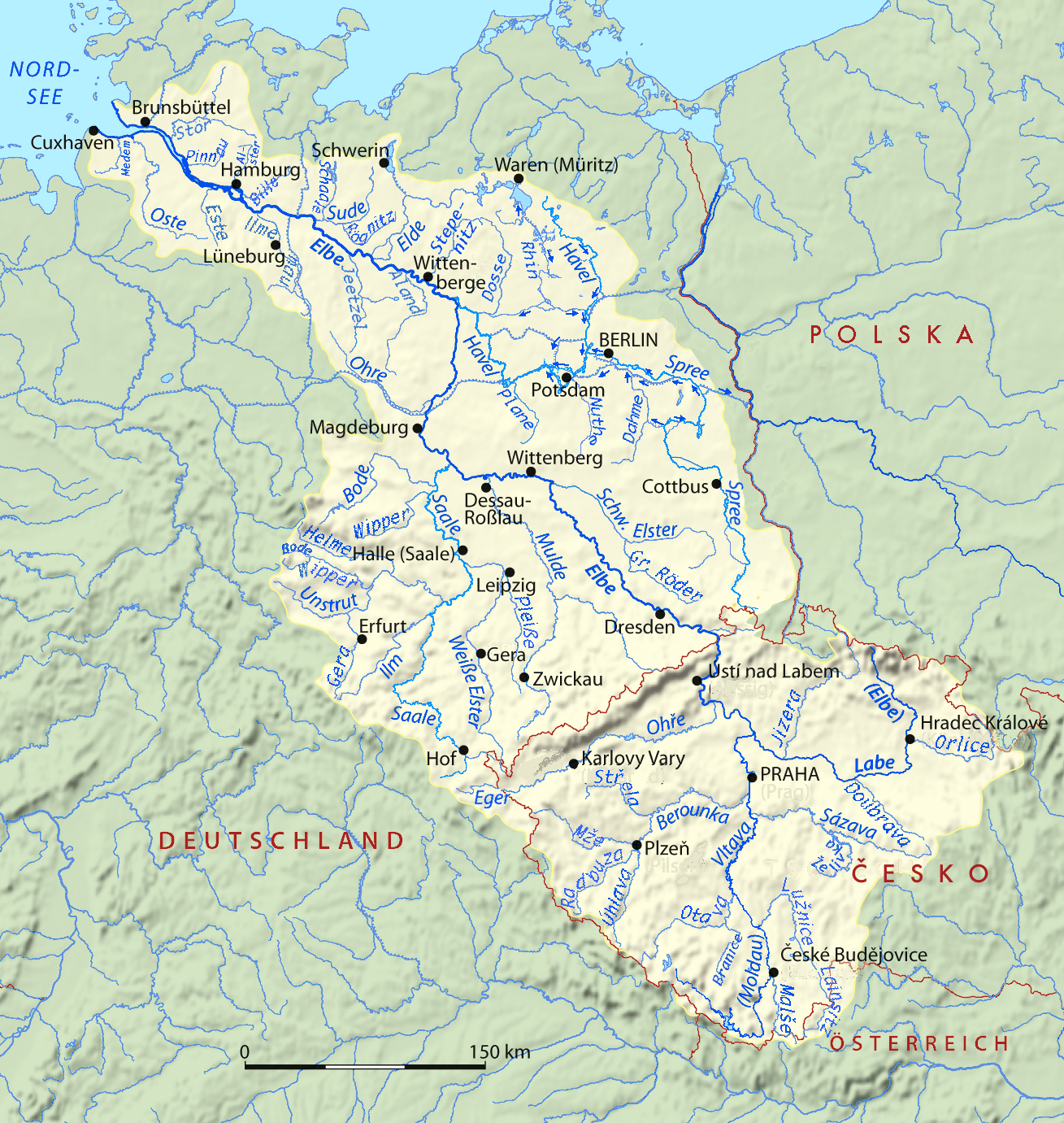
Полабье

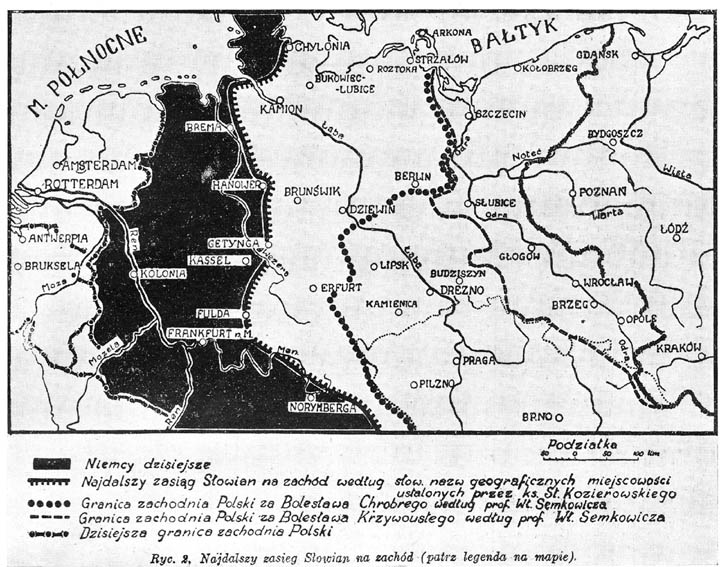
Воображаемая карта Полабья в составе Польши со славянскими названиями городов (Юзеф Киселевский, 1930-е)

Полабье (пол. Połabie) — историческая область в Германии, расположенная в бассейне реки Лабы и протянувшаяся от Северного моря (район Гамбурга) до Чехии (район Праги).
На северо-востоке Полабье граничило с Балтийским Поморьем. Историческим центром Полабья были города Дёмиц и Ратцебург (пол. Racibórz). Земли Полабья включали в себя значительную часть бывшей ГДР (без Тюрингии), а также северогерманскую землю Шлезвиг-Гольштейн. На западе Полабье граничило с такими немецкими землями как Саксония, Тюрингия и Бавария.
В эпоху Средневековья (VI—XIII вв.) была населена полабскими славянами (вендами): ободритами, лютичами и лужичанами. В VII веке верхнее (южное) Полабье (Белая Сербия) входило в состав славянского государства Само, а в X веке — в состав Великой Моравии. Впоследствии Полабье было онемечено, а на его территориях появились такие германские земли как Мекленбург, Пруссия (Бранденбург) и Верхняя Саксония. Тем не менее, славянская топонимика Полабья сохранилась даже в названии крупных восточногерманских городов: Лейпциг (в.-луж. Lipsk), Любек (пол. Ljubice), Хемниц (в.-луж. Kamjenica) и Шверин (чеш. Zvěřín).